# Вермант, Свен
Свен Верма́нт (нидерл. Sven Vermant; род. 4 апреля 1973[…], Лир, Антверпен, Бельгия) — бельгийский футболист, опорный полузащитник. Тренер.

## Карьера

### Клубная
Свен Вермант начинал карьеру в «Хооикте», а в 1989 году перешёл в «Мехелен».
В 1993 году Вермант перешёл в «Брюгге», где выиграл два чемпионата Бельгии (1996 и 1998) и два Кубка Бельгии (1995 и 1996).
В 2001 году он перешёл в «Шальке 04», где выиграл два Кубка Германии (2001 и 2002).
В 2005 году Вермант вернулся в «Брюгге». 9 декабря Вермант сыграл свой 400 матч за «Брюгге», в котором его команда победила «Руселаре» со счётом 2:1. В июле 2008 года он перешёл в любительский клуб «Ройал Кнокке».

### В сборной
Вермант дебютировал в сборной Бельгии 23 августа 1995 года в матче против сборной Германии (1:2). Всего за сборную Бельгии Вермант сыграл 18 матчей, в том числе и на чемпионате мира 2002 года.

## Личная жизнь
Свен Вермант женат на Стефани Ван Виве (Мисс Бельгия 1995 года). У них двое детей — Елена и Ромео, играющий за «Брюгге». Отец и дед жены Верманта также были футболистами и играли за «Брюгге».